# Calpurnia villosa
Calpurnia villosa är en ärtväxtart som beskrevs av William Henry Harvey. Calpurnia villosa ingår i släktet Calpurnia och familjen ärtväxter. Inga underarter finns listade i Catalogue of Life.